# Åke Carlsson
Åke Evert Carlsson (ur. 24 października 1936 w Nässjö, zm. 21 lipca 2007 w Huskvarnie) – szwedzki zapaśnik walczący w obu stylach. Olimpijczyk z Rzymu 1960, gdzie zajął ósme miejsce w kategorii do 73 kg.
Mistrz Szwecji w 1957 i 1960 roku.

## Letnie Igrzyska Olimpijskie 1960
| Konkurencja      | Rundy eliminacyjne      | Rundy eliminacyjne      | Rundy eliminacyjne | Rundy eliminacyjne       | Klas. końcowa |
| Konkurencja      | Przeciwnik I            | Przeciwnik II           | Przeciwnik III     | Przeciwnik IV            | Miejsce       |
| ---------------- | ----------------------- | ----------------------- | ------------------ | ------------------------ | ------------- |
| 73 kg styl wolny | Veikko Rantanen (FIN) Z | Emam Ali Habibi (IRI) P | Peter Amey (GBR) Z | Douglas Blubaugh (USA) P | 8.            |